# Antonius (Schaumburg)
Antonius von Holstein-Pinneberg  (* 1439; † 22. Dezember 1526) regierte die Grafschaft Holstein-Pinneberg und die Stammgrafschaft Schaumburg von 1498 bis 1526.
Er war der zweitjüngste Sohn von Otto II. von Holstein-Pinneberg und Elisabeth von Hohnstein. Er war in erster Ehe mit Sophia von Sachsen-Lauenburg verheiratet und in zweiter Ehe mit Anna von Schönburg. Beide Ehen blieben kinderlos.
Er regierte Holstein-Pinneberg und die Stammgrafschaft Schaumburg von 1474 bis 1492 zusammen mit seinem Bruder Erich und von 1492 bis 1498 gemeinsam mit seinem Bruder Otto III. Nach der Trennung der beiden Teile der Grafschaft regierte er Schauenburg (Schaumburg) von 1498 bis 1526 zusammen mit seinem jüngsten Bruder Johann IV. Anton war während seiner Regierungszeit die treibende Kraft bei der Modernisierung der Verwaltung der Grafschaft.